# Jules Cariol
Jules Cariol (Gilbert Antoine dit Jules Cariol), né le 9 août 1798 à Biozat, près de Gannat (Allier) et mort le 13 avril 1843 à Clermont-Ferrand est un homme politique français. Il a été maire de Clermont-Ferrand de 1830 à 1835 et député du Puy-de-Dôme de 1834 à 1837.

## Biographie
Jules Cariol est le fils de Louis Cariol, propriétaire à Biozat, et de Catherine Baratier.
Il s'établit à Clermont-Ferrand comme négociant et banquier. Il y fut juge au tribunal de commerce.
Le 17 août 1830, il est nommé maire de Clermont-Ferrand par une ordonnance du roi Louis-Philippe, en remplacement d'Antoine Blatin. Il démissionne le 17 janvier 1835, mais reste membre du conseil municipal, et il est remplacé le 24 juillet 1835 par Hippolyte Conchon, qui avait été son adjoint dès 1830.
Il est conseiller général du canton sud-ouest de Clermont-Ferrand du 19 février 1831 à sa mort.
Il est élu député du Puy-de-Dôme le 21 juin 1834, en battant de peu Antoine Blatin. Il siège dans le Tiers parti, mais vote le plus souvent avec la majorité ministérielle.
Il se suicide à Clermont-Ferrand le 13 avril 1843. Il est inhumé au cimetière des Carmes de Clermont-Ferrand (allée 2, no 33).
Il était membre de l'Académie des sciences, belles-lettres et arts de Clermont-Ferrand et de la Société d'agriculture du Puy-de-Dôme.